# Operator product expansion
Nella teoria quantistica dei campi, l'operator product expansion (OPE, in italiano "sviluppo di un prodotto di operatori") è uno sviluppo convergente del prodotto di due campi in punti differenti calcolati come somma (possibilmente infinita) di campi locali inerenti ad un determinato piano di calcolo.
Viene usata come assioma per definire il prodotto di campi come una somma sui campi stessi. Come assioma, offre un approccio non perturbativo alla teoria quantistica dei campi. Un esempio è la vertex operator algebra, la quale è stata usata per costruire le teorie di campo conformi bidimensionali. Rimane una questione aperta stabilire se questo risultato possa essere esteso anche a teorie quantistiche dei campi generiche, risolvendo così molte delle difficoltà legate ll'approccio perturbativo.
Più precisamente, se {\displaystyle y} è un punto e {\displaystyle A} e {\displaystyle B} sono campi a valori operatoriali, allora esiste un intorno aperto {\displaystyle O} di {\displaystyle y} tale che per ogni {\displaystyle x\in O\setminus \{y\}} vale
{\displaystyle A(x)B(y)=\sum _{i}c_{i}(x-y)^{i}C_{i}(y)}
dove la somma comprende un numero finito o infinito numerabile di termini, {\displaystyle C^{i}} sono campi a valori operatoriali, {\displaystyle c_{i}} sono funzioni analitiche su {\displaystyle O\setminus \{y\}} e la somma è convergente dentro {\displaystyle O\setminus \{y\}}.
Gli OPE sono spesso usati nella teoria di campo conforme.